# Meseta de Alepo

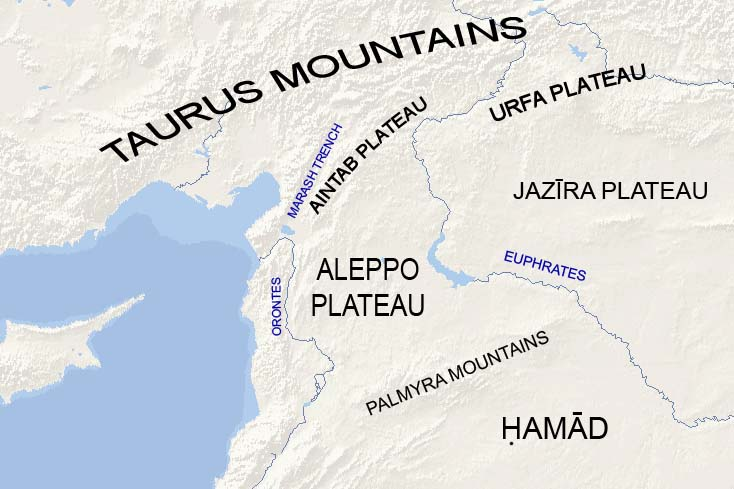
Meseta de Alepo (Aleppo Plateau).

La meseta de Alepo (en árabe: هضبة حلب‎  /ˈhædˤabæt ˈħælæb/) es una altiplanicie de baja altura en el norte de Siria. Se encuentra al oeste la cuenca hidrográfica del río Éufrates, acabando en el Macizo Calcario al este, entre las gobernaciones de Idlib y Alepo.Su capital es la ciudad de Alepo (Halab en árabe), al norte de la misma.
La meseta de Alepo se encuentra en el norte de la conjunción téctonica de la placa arábiga y la placa africana (el denominado Rift de Mar Muerto).

## Límites físicos
La meseta de Alepo limita al sur con la cadena montañosa de Palmira. Al este, se encuentra el río Éufrates, y al otro lado del río comienza la meseta de al-Jazirah (antigua Mesopotamia Superior). Al oeste, la meseta se va haciendo gradualmente más montañosa hasta llegar al denominado Macizo calcario (las Montañas de Harim y el Monte Zawiya) que lo separa de la cuenca del río Orontes. Al norte, se forma una continuación llana hasta la meseta de Aintab (o Gaziantep, en Turquía), en las faldas de los Montes Tauro.

## Descripción

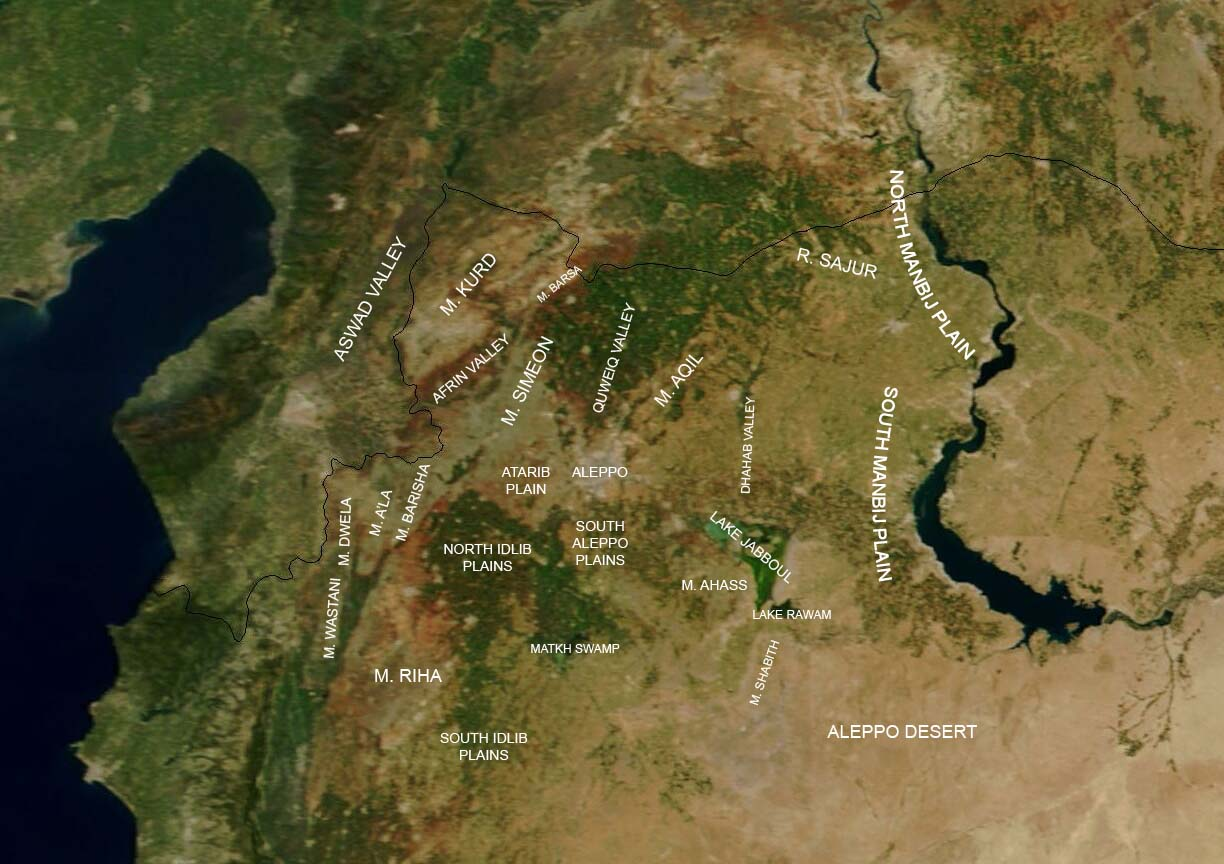
Características geográficas en la meseta de Alepo.

La elevación media es de 400 m. La meseta hace una pendiente gradual hacia abajo en direcciones norte-sur y oeste-este. Esta área esta cubierta con sedimentos del Paleozoico y el Mesozoico de capas de 4-5 km de grosor por toda la superficie.
Empezando desde el Éufrates, el terreno se inclina formando la llanura de Manbiy. El terreno vuelve a hundirse entonces para formar el valle del río Dhahab, al este de la Gobernación de Alepo. El Dhahab nace en las tierras altas al norte de Bāb y fluye dirección norte-sur 50 km hasta drenar en el  en un del norte-dirección del sur para aproximadamente 50 km Lago Jabbūl.
Al oeste del río Dhahab el relieve se vuelve escarpado, formando el Monte ʻAqīl (o Monte Taymar), de 534 m y Monte Ḥaṣṣ, de 550 m, al oeste de Jabbūl. Al otro lado, se encuentra el valle del río Quwēq, que desemboca en el pantano de Maṭkh, que con 249 m s. n. m. es el punto más bajo de la meseta de Alepo. 
Finalmente, al oeste valle de Quwēq se encuentran el Monte Simeón. Al sur Monte Simeon es las llanuras de Idlib. River ʻIfrīn corre al oeste de Monte Simeon. Al del oeste de River ʻIfrīn los aumentos de tierra otra vez formando Monte Kurd. River ʻIfrīn carreras del norte a del sur entre Monte Simeon y Monte Kurd y entonces gira del oeste al Orontes valle, por ello separando Monte Kurd de brocal Ḥāde Monte al del sur. Brocal Ḥāde monte está separado de Monte Zāwiya al del sur por el Rouj llanura, el cual dirige al Ghab llanura en el Orontes valle. Las tierras altas del occidentales Aleppo la altiplanicie es en conjunto sabida como la Caliza Massif.
La porción sudeste de la meseta es una estepa árida que acaba en el Desierto sirio en el límite sudeste. El resto de la altiplanicie es generalmente fértil, especialmente el noroeste. La meseta ha sido deforestada casi en su totalidad excepto un bosque de aproximadamente 50 km² en la pendiente oriental de Monte Kurdo, en Katma, Azaz (Unʻzāz). Los árboles principales en la región son el pino de Alepo y el roble.